# Мечеть Ходжа Зудмурод
Мечеть Ходжа Зудмурод, Ходжа Зіємурод — одна з давніх культових споруд Самарканда. Нинішня будівля збудована на фундаменті кінця IX - початку X століть. У фундаменті мечеті під час реставрації було виявлено цеглу часів правління султана Сельджуцької імперії Ахмада Санджара (1086-1157). Переказ свідчить, що Тамерлан переніс сюди мощі Хазрата Джірджіс (святого Георгія) і поховав їх біля мечеті. Щоправда, за радянських часів ймовірне місце поховання святого знесли. Згідно з повір'ям, молитва в мечеті призводить до швидкого виконання благих бажань. Звідси та її назва, що означає у перекладі швидке виконання бажань.
У давнину мечеть була вкрита куполом, після руйнування якого будинок був перекритий дерев'яними балками. Наприкінці XIX століття навколо мечеті було зведено айван, поруч із мечеттю височить мінарет.
За радянських часів мечеть залишалася чинною. Її остання реставрація виконувалася в 1992. Розташована в історичному центрі міста, на північ від площі Регістан.